# テトラブチルスズ
テトラブチルスズ(Tetrabutyltin)は、分子式(C4H9)4SnまたはSnBu4の有機スズ化合物である。TTBTと略されることもあり、無色で親油性の油状液体である。
トリブチルスズやジブチルスズの前駆体となる。塩化スズ(IV)との再分配反応により、塩化トリブチルスズと塩化ジブチルスズを形成する。これらの化合物は、ポリ塩化ビニルの安定剤や殺生物剤、殺菌剤、生物付着防止剤等として用いられる広範な有機スズ化合物の合成の出発物質となる。